# Charinowie
Charinowie – lud wymieniany przez Pliniusza Starszego pośród Wandalów.
Wzmianka o Charinach pochodzi z Historii natualnej Pliniusza Starszego, gdzie w ks. IV znajduje się fragment:
Germanorum genera quinque: Vandili, quorum pars Burgodiones, Varinnae, Charini, Gutones. alterum genus Inguaeones, quorum pars Cimbri, Teutoni ac Chaucorum gentes. 100 proximi autem Rheno Istuaeones, quorum ..... mediterranei Hermiones, quorum Suebi, Hermunduri, Chatti, Cherusci. quinta pars Peucini, Basternae, supra dictis contermini Dacis.
Kolejność wymieniania Burgundów, Varinów, Charinów i Gotów jest często interpretowana jako opis ludów według położenia z zachodu na wschód – Charinowie zajmowaliby w takiej interpretacji ziemie na zachód od Gotów.
Charinowie bywają utożsamiani z Hariami opisanymi przez Tacyta.